# Dante Rigo
Dante Rigo (* 11. Dezember 1998 in Tremelo) ist ein belgischer Fußballspieler.

## Karriere

### Verein
Rigo spielte zunächst in den Jugendmannschaften von KSK Heist und des SC Aarschot, ehe er sich 2006 der Jugend von Lierse SK anschloss. Ein Jahr später wechselte er in die Jugendakademie des niederländischen Vereins PSV Eindhoven. 2015/16 spielte er bereits 27 Mal für die A-Junioren der PSV, worunter er dreimal in der Youth League spielte. Am 12. August 2016 (2. Spieltag) debütierte er bei einem 1:1-Unentschieden gegen den SC Cambuur in der Startelf und gab die Vorlage zum einzigen Tor der Jong PSV. In der gesamten Saison 2016/17 absolvierte er insgesamt 23 Einsätze für die Zweitvertretung der PSV Eindhoven, die Jong PSV, kam aber auch noch mehrfach in die U19-Liga und Youth League zum Einsatz. Am 30. September 2017 (7. Spieltag) wurde er bei einem 4:0-Sieg über Willem II Tilburg spät eingewechselt und gab somit sein Debüt für die Profimannschaft. Zweim Monate später gelang ihm bei einem 6:0-Sieg der Zweitmannschaft gegen den SC Telstar sein erster Treffer im Profibereich, als er zum zwischenzeitlichen 5:0 traf. In der Saison 2017/18 absolvierte er für die Profimannschaft in der Eredivisie zwei Einsätze und lief weiterhin für die Reserve auf; die Profimannschaft wurde zum Ende der Saison niederländischer Meister. In der Spielzeit 2018/19 gerhörte er vollends zum Profikader und schoss beim 2:1-Sieg über Fortuna Sittard am zweiten Spieltag der Saison sein erstes Tor in der Eredivisie, als er zum 2:1-Siegtreffer in der letzten Minute einschoss. Insgesamt kam er in jener Saison 2018/19 zu fünf Erstliga- und 13 Zweitligaeinsätzen.
Für die gesamte Saison 2019/20 wechselte Rigo auf Leihbasis zu Sparta Rotterdam. Am 9. August 2019 (2. Spieltag) wurde er gegen VVV-Venlo in letzter Minute eingewechselt und gab somit sein Mannschaftsdebüt bei einem 4:1-Heimsieg. Während seiner Leihe kam er zu 16 Ligaeinsätzen und zwei weiteren im niederländischen Pokal. Bis Januar 2021 wurde er anschließend an ADO Den Haag verliehen. Für seinen neuen Arbeitgeber stand er am ersten Spieltag direkt in der Startelf, als sein Leihklub mit 0:2 gegen Heracles Almelo verlor. Bis zur Winterpause war er gesetzt und spielte elfmal für Den Haag und nach seiner Rückkehr weitere elfmal für die Jong PSV.
In der Saison 2021/22 gehörte er offiziell wieder zum Kader der ersten Mannschaft des PSV Eindhoven, bestritt aber kein Spiel für den Verein. Anfang Januar 2022 wechselte er zum belgischen Erstdivisionär K Beerschot VA, wo er einen Vertrag bis zum Ende der Saison mit Verlängerungsoption unterschrieb. Bis zum Ende der Saison, die mit dem Abstieg in die Division 1B für Beerschot endete, bestritt Rigo 7 von 14 möglichen Spielen für den Verein. Nach anderthalb Jahren ging er dann im Sommer 2023 weiter zu Grenoble Foot in die französische Ligue 2.

### Nationalmannschaft
Rigo kam 2013 und 2014 zunächst insgesamt siebenmal für die belgische U15-Mannschaft und das U16-Team zum Einsatz. Im Mai 2015 nahm er mit der U17-Auswahl an der U17-EM teil, wo er vier Spielen spielte, jedoch im Halbfinale ausschied. Im Oktober desselben Jahres nahm er an der U17-Weltmeisterschaft teil, wo er in sieben Einsätzen dreimal traf und am Ende mit seinem Team den dritten Platz belegte. Insgesamt spielte er für das U17-Nationalteam 15 Mal und schoss diese drei Tore. Von 2015 bis 2017 kam er anschließend insgesamt elfmal für die Auswahlen der U18- und der U19-Altersklasse zum Einsatz. Am 6. September 2019 konnte er seinen einzigen U21-Einsatz für die Belgier verzeichnen, als er gegen Wales, bei einer 0:1-Niederlage in der Startelf stand.